# Mike Pompeo

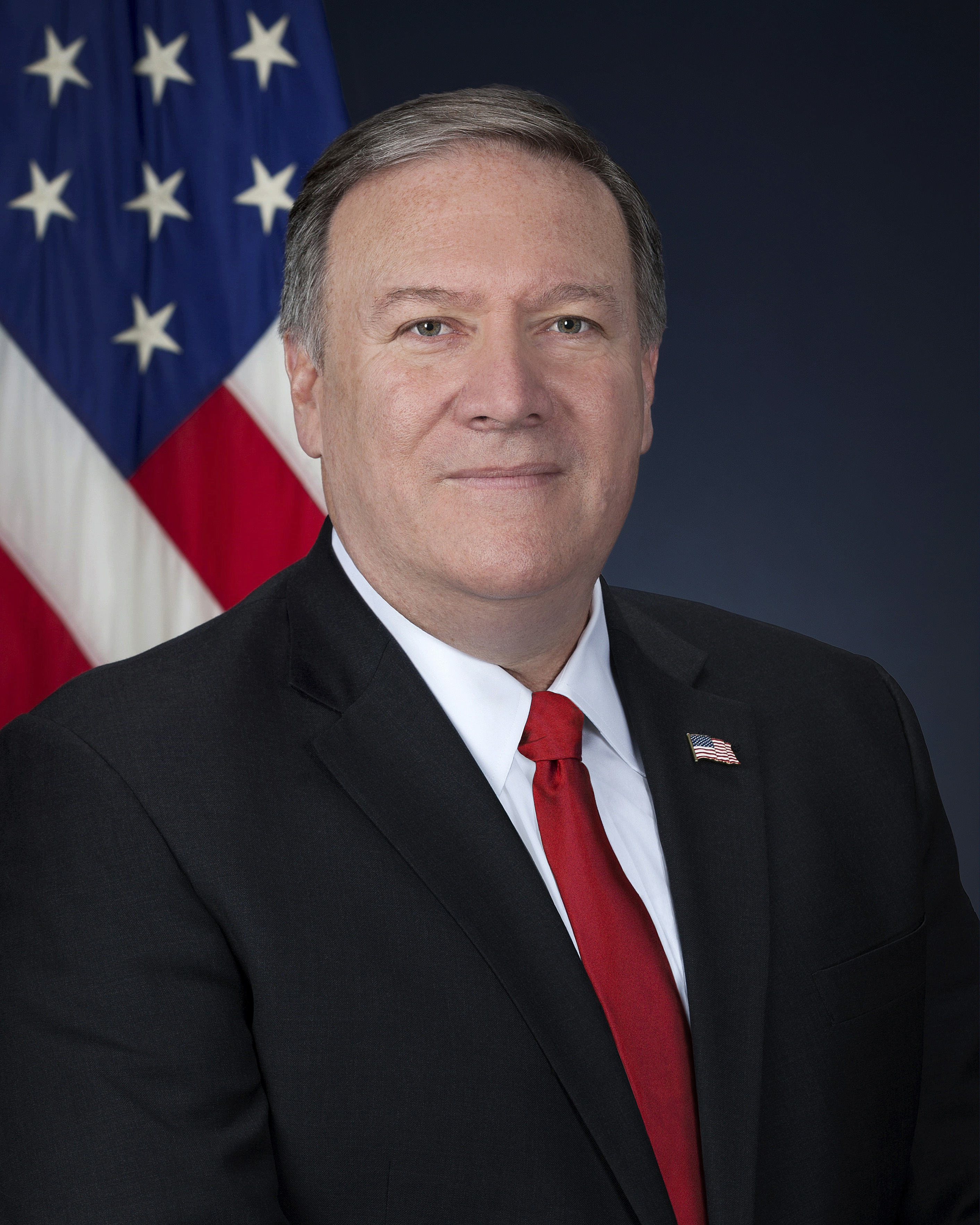
Mike Pompeo (2018)

Michael Richard „Mike“ Pompeo (* 30. Dezember 1963 in Orange, Kalifornien) ist ein US-amerikanischer Politiker der Republikanischen Partei.
Er war von 2018 bis 2021 Außenminister der Vereinigten Staaten unter Präsident Donald Trump. Zuvor war Pompeo ab 2017 Direktor der Central Intelligence Agency (CIA). Von 2011 bis 2017 vertrat er den Bundesstaat Kansas im US-Repräsentantenhaus.

## Familie, Ausbildung und Beruf
Pompeo schloss 1986 die United States Military Academy in West Point als Jahrgangsbester ab und diente zwischen 1986 und 1991 in der United States Army, wo er den Dienstgrad eines Hauptmanns erreichte. Seine erste Stationierung von Ende 1986 bis 1988 war die Kaserne auf dem Bindlacher Berg bei Bayreuth. Später war Pompeo auch in West-Berlin eingesetzt. Entgegen häufiger Angaben nahm er nicht am Golfkrieg teil.
Pompeo heiratete 1986 Leslie Libert; die Ehe wurde 1997 geschieden. Später heiratete er Susan Mostrous und adoptierte ihren Sohn. Pompeo gehört der Presbyterianischen Kirche an, wo er Diakon war und in der Sonntagsschule unterrichtete.
Nach Abschluss seines Jurastudiums an der Harvard University 1994 arbeitete er in Washington, D.C. in der renommierten Anwaltskanzlei Williams & Connolly.
1998 zog Pompeo nach Wichita, wo er und drei andere West-Point-Kommilitonen unter Beteiligung des dort ansässigen Konzerns Koch Industries Anteile an Zulieferern für die zivile und militärische Luftfahrt (Aero Machine, Precision Profiling, B&B Machine) erwarben und unter dem Namen Thayer Aerospace vereinigten. Pompeo verkaufte 2006 seine Beteiligung an Thayer Aerospace und wurde Präsident von Sentry International, einem Unternehmen von Koch Industries, das schweres Gerät für die Ölförderung bereitstellt.

## Laufbahn

### Abgeordneter im Repräsentantenhaus
Während der Formierung der Tea-Party-Bewegung 2009/10 wurde Pompeo Mitglied der Republikanischen Partei und schloss sich der Tea-Party an. Bei der Wahl 2010 im vierten Kongresswahlbezirk von Kansas wurde er in das US-Repräsentantenhaus gewählt. Zu den wichtigsten Unterstützern seiner Kandidatur gehörten die Milliardäre Charles G. Koch und David H. Koch, die Eigentümer und Betreiber von Koch Industries, sowie deren Lobbygruppe KochPAC und ihre Organisation Americans for Prosperity. Durch seinen Einsatz für die Interessen der Kochs wurde er als „Congressman of Koch“ bekannt.
Im Repräsentantenhaus trat er am 3. Januar 2011 die Nachfolge von Todd Tiahrt an, der sich vergeblich um die Nominierung für die Wahl zum US-Senat beworben hatte. Bei der Wahl 2012 setzte Pompeo sich mit 62 zu 31 Prozent der Stimmen gegen den Demokraten Robert Tillman durch. Er gewann auch die Wiederwahlen in den Jahren 2014 und 2016. 2015 zeigte er kurzzeitig Interesse daran, sich als Sprecher zu bewerben, bevor Paul Ryan seine Kandidatur erklärte; außerdem war er im Gespräch als Kandidat für den Senat der Vereinigten Staaten und als Gouverneur.
Im Repräsentantenhaus war Pompeo unter anderem einfaches Mitglied im Ausschuss für Energie und Handel sowie im Geheimdienst-Ausschuss.

### CIA-Direktor
Am 18. November 2016 wurde er vom gewählten US-Präsidenten Donald Trump für das Amt des Directors der Central Intelligence Agency nominiert und am 23. Januar 2017 vom Senat bestätigt. Zuvor war Pompeo von seinem Mandat als Kongressabgeordneter zurückgetreten.
Seine erste Auslandsreise im Amt führte Pompeo in die Türkei, wobei zwei Themen im Mittelpunkt standen: Die Rolle der YPG, der von den USA unterstützten und ausgebildeten kurdischen Miliz im Bürgerkrieg in Syrien, und die Unterstützung der USA im Kampf gegen die Gülen-Bewegung (FETÖ), die von Ankara für den Putschversuch vom Juli 2016 verantwortlich gemacht wurde. Der Anführer der Bewegung, der islamische Prediger Fethullah Gülen, lebte in den USA. Die Türkei forderte seine Auslieferung.

### Außenminister

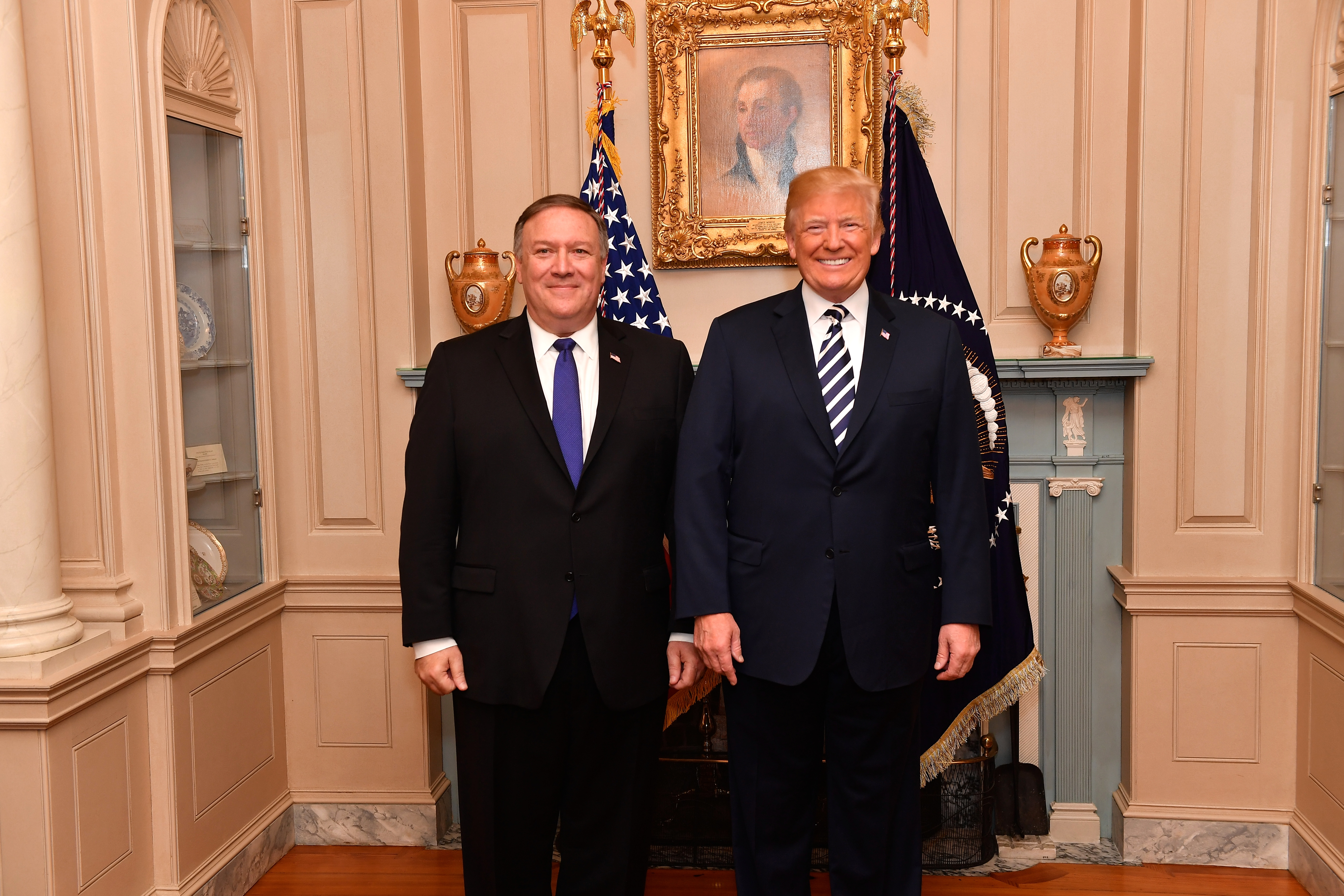
Pompeo und Donald Trump, 2. Mai 2018

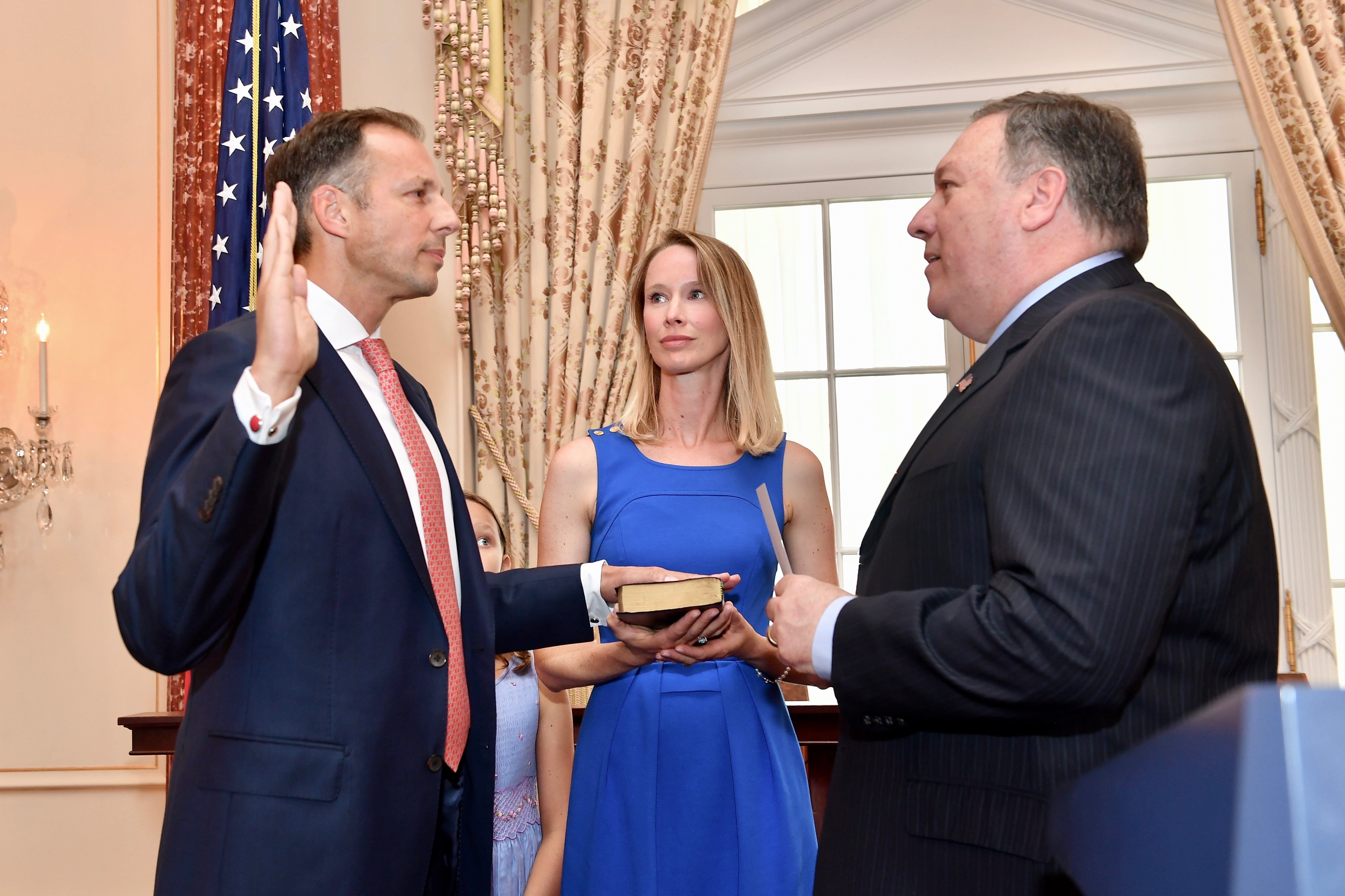
Pompeo vereidigt Francis R. Fannon als Abteilungsleiter für Energie-Ressourcen im Außenministerium (2018).

Am 13. März 2018 wurde bekannt, dass US-Präsident Trump Pompeo als Nachfolger des entlassenen Außenministers Rex Tillerson vorgesehen hatte. Der republikanische Senator Rand Paul kündigte am Folgetag an, gegen Pompeo zu stimmen, was die Abstimmung über Pompeo im Senat unsicher machte, da die Republikaner ohne Pauls Stimme ohne Mehrheit gewesen wären. Paul kündigte an, gegen die Nominierung zu kämpfen, da Pompeo den Irakkrieg und Folter bei Verhören unterstützt habe. Er beugte sich jedoch Mitte April dem Druck aus dem Weißen Haus, sodass der Senatsausschuss für auswärtige Beziehungen mit Pauls Stimme und entlang der Parteilinien (11:10) eine positive Empfehlung für Pompeo aussprach. Es wurde auch Druck auf demokratische Senatoren ausgeübt, die im November 2018 zur Wiederwahl standen und Staaten repräsentierten, in denen Trump 2016 gewonnen hatte, im Senatsplenum für Trumps Nominierten zu stimmen. Bei der Abstimmung am 26. April 2018 wurde Pompeo mit 57 zu 42 Stimmen als Außenminister bestätigt, darunter von folgenden Demokraten, deren Wiederwahl gefährdet war: Heidi Heitkamp (North Dakota), Joe Donnelly (Indiana), Joe Manchin (West Virginia), Claire McCaskill (Missouri), Bill Nelson (Florida) und Doug Jones (Alabama, einer der konservativsten US-Staaten). Auch der parteilose Angus King (Maine) stimmte für Pompeo.

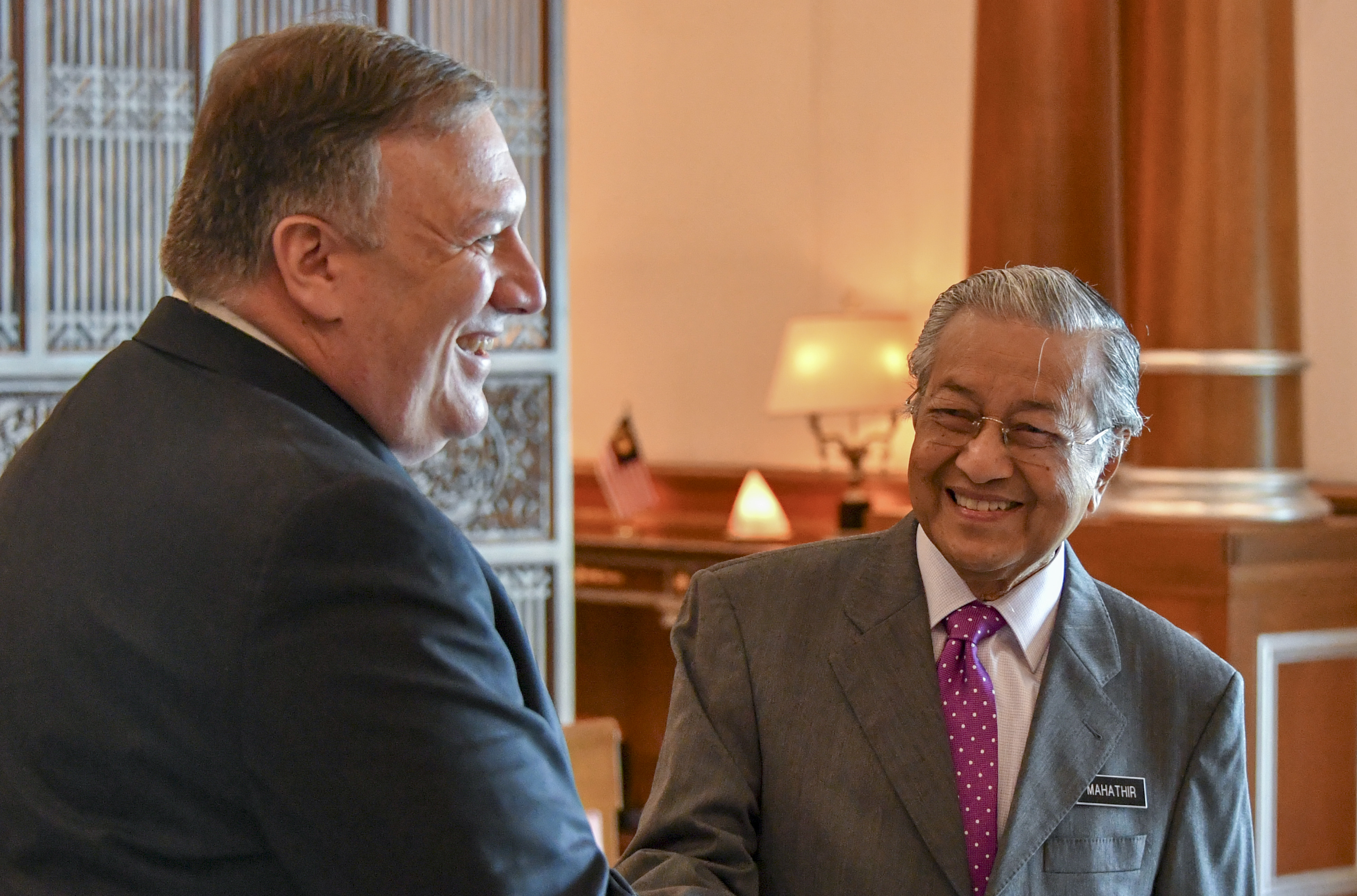
Pompeo mit Malaysias Premierminister Mahathir bin Mohamad (3. August 2018)

Im Juli 2018 installierte Pompeo im Außenministerium ein Büro der Energieressourcen (Bureau of Energy Resources) unter Leitung von Francis R. Fannon. Pompeo und Fannon forcierten Maßnahmen gegen den Bau der (von der deutschen Bundesregierung unterstützten) Ostseepipeline Nord Stream 2. Fannon forderte offen den Ausstieg.
Am 26. Januar 2019 ernannte Pompeo den Neokonservativen Elliott Abrams zu seinem Sondergesandten für Venezuela. Abrams war in die „Operation Condor“ und die Iran-Contra-Affäre involviert, klandestine Operationen der USA in Lateinamerika während der Zeit der „schmutzigen Kriege“.
Die Regierung der Volksrepublik China erklärte ihn (und 27 andere Personen) am Tag seines Amtsendes (20. Januar 2021) zur unerwünschten Person.

### Nach Amtsende, politische Ambitionen
Als Außenminister hielt Pompeo seine Wahlkampforganisation intakt, weshalb 2018 über seine weitere politische Karriere spekuliert wurde, etwa eine spätere Präsidentschaftskandidatur. Nachdem der bisherige Senator Pat Roberts im Januar 2019 angekündigt hatte, bei der Wahl 2020 nicht mehr anzutreten, versuchte die Parteiführung der Republikaner, insbesondere der Fraktionsvorsitzende im Senat Mitch McConnell, Pompeo für eine Kandidatur zu gewinnen.
Nach Amtsende begann Pompeo eine Tätigkeit für das Hudson Institute, einen konservativen Think Tank. Am 8. April 2021 teilte der Fernsehsender Fox News mit, dass Pompeo dort als Kommentator tätig sein werde.
Im März 2022 besuchte Pompeo Taiwan, wo er sich mit der taiwanesischen Präsidentin Tsai Ing-wen traf. Bei seinem Besuch forderte er die Vereinigten Staaten auf, Taiwan trotz der Ein-China-Politik als souveränes Land anzuerkennen.

## Politische Positionen

### Überwachung
Pompeo unterstützt die Überwachungsprogramme der National Security Agency und bezeichnete die Arbeit der Behörde als „gut und wichtig“. Er vertrat die Ansicht, dass „der Kongress ein Gesetz zur Wiedereinrichtung aller gesammelten Metadaten und zu ihrer Verknüpfung mit allen öffentlich verfügbaren Finanz- und Lebensstilinformationen beschließen sollte, um so eine umfassende, durchsuchbare Datenbank zu schaffen. Rechtliche und bürokratische Hindernisse, die der Überwachung entgegenstehen, sollen beseitigt werden. Dies umfasst auch die Politikrichtlinie des Präsidenten Nr. 28, welche Ausländern Datenschutzrechte verleiht und Datensammelaktivitäten schwerfällige Anforderungen zu ihrer Rechtfertigung auferlegt.“

### Terrorismus
In einer Ansprache im Repräsentantenhaus 2013 sagte Pompeo, muslimische US-Politiker, die im Namen des Islam ausgeübte Terrorakte nicht verurteilen, seien „potenzielle Komplizen“ dieser Attacken. Der Council on American-Islamic Relations rief daraufhin Pompeo auf, seine „falsche und unverantwortliche“ Bemerkung zu revidieren und zitierte eine ganze Reihe US-islamischer Institutionen, die nicht nur die jüngsten Terrorakte, sondern auch generell jegliche Gewalttaten gegenüber Unschuldigen verurteilt hatten.

### Gefängnisse
Pompeo ist dagegen, das Internierungslager in Guantánamo Bay aufzulösen. Nach einem Besuch im Lager 2013 sagte er über die Gefangenen, die dort im Hungerstreik waren: „Mir scheint, einige von ihnen haben zugenommen.“ Er kritisierte die Entscheidungen der Regierung Obama, die geheimen Gefängnisse (Black Sites) zu schließen und Ermittlern die Einhaltung der Anti-Folter-Gesetze vorzuschreiben.

### Nordkorea

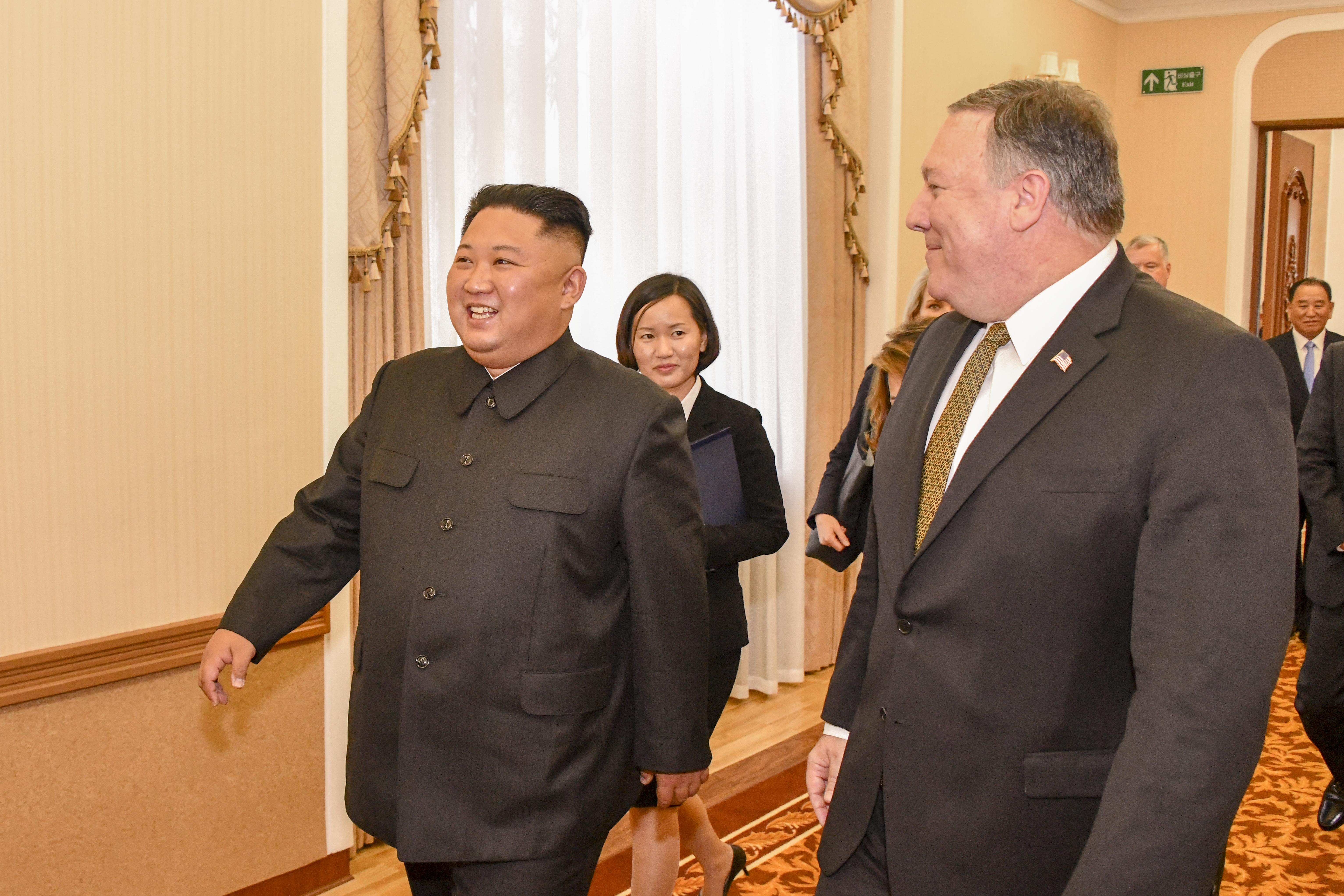
Pompeo mit Kim Jong-un

Bereits als CIA-Direktor war Pompeo maßgeblich an der Nordkorea-Politik der Trump-Administration beteiligt. Als Außenminister führt er Verhandlungen mit Nordkorea über sein Atom- und Langstreckenraketenprogramm. Im Rahmen dessen besuchte er zweimal die nordkoreanische Hauptstadt Pjöngjang und traf sich mit Führer Kim Jong-un. Dabei gelang es ihm, drei von Nordkorea festgehaltene US-Bürger koreanischer Abstammung zurück in die USA zu holen. Am 30. Mai 2018 besuchte sein Verhandlungspartner, der stellvertretende Vorsitzende der nordkoreanischen Partei der Arbeit Kim Yong-chol, New York und traf sich mit Pompeo. Bei diesem hochrangigen Treffen bereiteten sich die beiden Verhandlungsführer auf das Gipfeltreffen zwischen Donald Trump und Kim Jong-un vor.

### Iran
Pompeo arbeitete mit an der Unterminierung des Gemeinsamen Gesamtaktionsplans (Joint Comprehensive Plan of Action) über Nuklearmaterial mit dem Iran, der von der Regierung Obama unterstützt worden war. Er sagte in Bezug auf die Vereinbarung: „Ich freue mich schon, diesen ganzen desaströsen Deal mit dem weltweit größten staatlichen Terrorsponsor wieder rückabzuwickeln.“
Pompeo vertrat hier auch die Ansicht, eine bessere Option als Verhandlungen mit dem Iran wäre, „mit nicht einmal 2.000 Fliegerstarts alle iranischen Nuklearkapazitäten zu zerstören. Eine solche Aufgabe wäre zu schaffen für die Allianz der Streitkräfte.“
Am 21. Juli 2015 behaupteten Pompeo und Senator Tom Cotton, es gäbe geheime Nebenabsprachen zwischen dem Iran und der Internationalen Atomenergieagentur über Verfahren zur Inspektion und Überprüfung der Nuklearaktivitäten des Iran zusätzlich zum offiziellen gemeinsamen Nuklear-Gesamtaktionsplan. Beamte der Obama-Regierung bestätigten die Existenz von Vereinbarungen zwischen dem Iran und der IAEA, in denen die Inspektion sensibler Militäranlagen geregelt war, wiesen jedoch die Behauptung zurück, dies wären „geheime Nebenabsprachen“, sondern bezeichneten die Vereinbarungen als eine bei Waffenkontrollpakten gängige Praxis und verwiesen darauf, dass die Regierung den Kongress über die Nebenabreden informiert habe.

### Israel

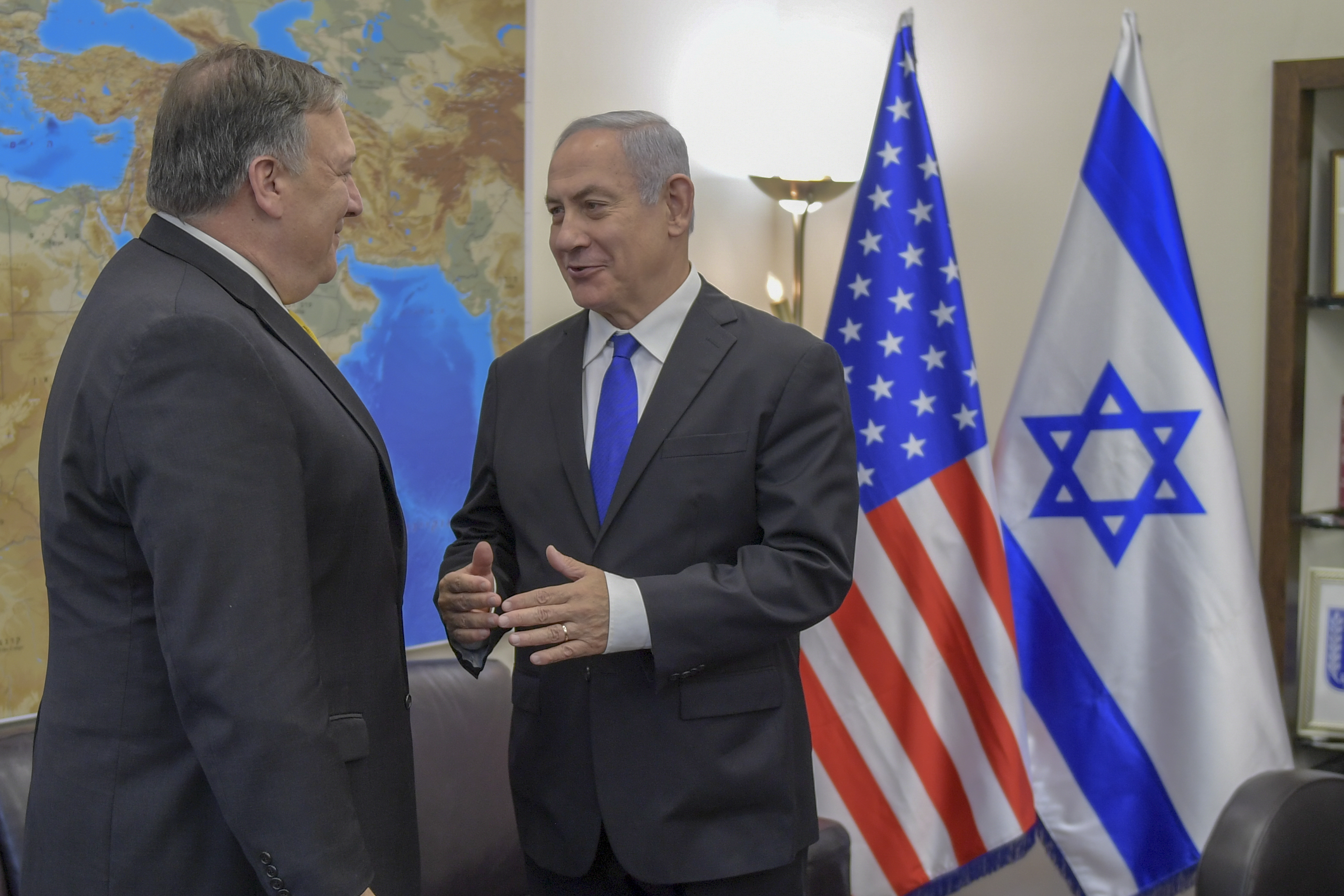
Pompeo mit Benjamin Netanjahu

Im November 2015 besuchte Pompeo Israel und bezeichnete dabei Premierminister Netanyahu als „einen treuen Partner des amerikanischen Volks“ und meinte, „Netanyahus Bemühungen, den Iran davon abzuhalten, eine Atommacht zu werden, sind unglaublich bewundernswert und voll zu begrüßen“. Er sagte auch, dass „im Kampf gegen den Terror die Kooperation zwischen Israel und den Vereinigten Staaten noch nie wichtiger als heute war“ und dass „wir mit unserem Alliierten Israel zusammenstehen und dem Terror ein Ende setzen müssen. Die anhaltenden Angriffe der Palästinenser dienen nur dazu, die Aussicht auf Frieden in ferne Zukunft zu verschieben.“
Am 18. November 2019 erklärte Pompeo, dass der israelische Siedlungsbau im Westjordanland legal sei und nicht gegen Internationales Recht verstoße.

### Russland
In seiner Amtseinführungsanhörung sagte Pompeo, Russland „hat sich wieder einmal als aggressiv gezeigt, indem Russland in die Ukraine einmarschiert ist und sie besetzt und dabei Europa bedroht hat, und auch, indem Russland fast nichts tut, um an der Vernichtung des Islamischen Staats mitzuwirken.“

### Syrien
Pompeo hat den vormaligen US-Präsidenten Obama beschuldigt, die Russen nach Syrien eingeladen zu haben.

### WikiLeaks
In einer Ansprache im Zentrum für Strategische und Internationale Studien (Center for Strategic and International Studies) 2017 bezeichnete Pompeo WikiLeaks als „nicht-staatlichen feindlichen Geheimdienst“ und beschrieb den Gründer von WikiLeaks, Julian Assange, als narzisstischen Betrüger und Feigling.

„Wir können Assange und seinen Kollegen nicht länger den Spielraum einräumen, die Werte der freien Rede gegen uns einzusetzen. Ihnen Raum dafür zu geben, dass sie uns zerdrücken mit illegal angeeigneten Geheiminformationen, stellt eine Pervertierung all dessen dar, wofür unsere großartige Verfassung steht. Damit ist es jetzt vorbei... Assange und seinesgleichen machen heute gemeinsames Spiel mit Diktatoren. Ja, sie versuchen erfolglos, sich und ihre Handlungen mit der Sprache der Freiheit und des Datenschutzes zu verbrämen; in Wahrheit aber verfechten sie nie etwas Anderes als ihren eigenen Bekanntheitsgrad. Ihre Währung ist das Ködern von Clicks; ihr moralischer Kompass existiert gar nicht. Ihre Mission ist es, sich selbst auf ein Podest zu stellen, indem sie die Werte des Westens zerstören.“

Eine Untersuchung von Yahoo News, die sich auf ehemalige Beamte beruft, behauptet, dass hochrangige CIA-Beamte während der Trump-Administration die Entführung und sogar Ermordung des WikiLeaks-Gründers Julian Assange erwogen haben. Nach der Veröffentlichung der Vault 7-Dokumente sei Pompeo von Wikileaks „besessen“ gewesen und habe laut Aussage von vier früheren Amtsträgern mit hochrangigen Angehörigen der Trump-Administration eine Entführung Assanges diskutiert.

### Edward Snowden
Im Februar 2016 sagte Pompeo, Edward Snowden „sollte von Russland zurückgebracht werden und es sollte ihm ein richtiger Prozess gemacht werden, und ich glaube, das gebührliche Ergebnis wäre die Todesstrafe für ihn.“ Pompeo sprach sich jedoch für eine Reform des Federal Records Act – eines der Gesetze, nach denen Snowden angezeigt worden war, aus, indem er sagte: „Ich bin nicht sicher, ob man am Spionagegesetz gar so viel ändern muss. Der Federal Records Act braucht eindeutig eine Aktualisierung, um die verschiedenen neuen Arten, Informationen zu kommunizieren und speichern, zu berücksichtigen. Wenn ich bedenke, wie viel sich bei der Technologie und den Kommunikationsmethoden getan hat, meine ich, es ist wohl Zeit für ein Update.“
Im März 2014 verurteilte Pompeo, dass eine Videobotschaft von Snowden in der South-by-Southwest-Konferenz in Austin vorgespielt werden sollte, und schlug vor, sie abzusagen, da sie zu „gesetzlosem Verhalten“ von Teilnehmenden verleiten würde.

### Energie und Umwelt
Als er 2013 in einem Fernsehinterview mit C-SPAN über den Klimawandel sprach, sagte Pompeo, es gebe Wissenschaftler, die „alles Mögliche über den Klimawandel glauben. Einige glauben, es wird wärmer, andere meinen, es wird kälter, und wieder andere denken, die klimatische Umwelt ist in den letzten 16 Jahren ziemlich stabil geblieben.“
Pompeo forderte, die amerikanische Familie in den Mittelpunkt der Politik zu stellen, anstatt „eine radikale Umweltagenda zu predigen“. Stets betonte er, die Umwelt- und Klimapolitikpläne der Regierung Obama seien „schädlich“ und „radikal“. Er setzt sich gegen staatliche Regulierung der Treibhausgasemissionen ein und unterstützt die Abschaffung des US-Bundesregisters der Treibhausgasemissionen.
Pompeo unterzeichnete die Petition der Americans for Prosperity gegen eine Klimaabgabe.
Pompeo hat dazu aufgerufen, die Steuerfreibeträge für Windstromerzeugung dauerhaft abzuschaffen, und nannte sie ein „enormes Regierungsalmosen“.
Im Dezember 2015 stimmte Pompeo als Mitglied des Komitees für Energie und Handel im Repräsentantenhaus für zwei Resolutionen zur Ablehnung des von der nationalen Umweltschutzagentur in der Ära Obama implementierten Ökostromplans (Clean Power Plan).
Am 9. Mai 2013 brachte Pompeo das Erdgaspipelinegenehmigungs-Reformgesetz ein. Dieses Gesetz hätte gefordert, dass die Bundesenergieregulatur jeden einzelnen Plan für eine Erdgaspipeline binnen 12 Monaten hätte genehmigen oder ablehnen müssen.
Der Gesetzesentwurf wurde vom Repräsentantenhaus mit den Stimmen der Republikaner gebilligt, scheiterte aber im Senat.

### Gesundheit
Pompeo sprach sich gegen die Gesundheitsreform Barack Obamas (Affordable Care Act, ACA) aus; auch wenn er einzelne Programme des ACA unterstütze, lehne er sie ab, wenn sie in das ACA integriert würden.

### Gesellschaftspolitik
Pompeo vertritt die klassischen Ansichten der evangelikalen Rechten in den USA, zum Beispiel, dass das Leben mit der Zeugung beginnt, und fordert, dass Abtreibung nur erlaubt werden soll, wenn das Leben der Mutter in Gefahr ist. 2011 stimmte Pompeo für ein Gesetz, das vorsah, dass keine Steuermittel für Abtreibungen verwendet werden sollten (No Taxpayer Funding for Abortion Act). Er ist gegen gleichgeschlechtliche Ehen und hat Gesetzesentwürfe unterstützt, die die Bundesstaaten hindern sollten, sie zu ermöglichen.
2013 unterstützte Pompeo die Sperrung der Behörden der US-Bundesregierung, gab Präsident Obama die Schuld hierfür und verteidigte die Schließung damit, dass andernfalls in 10 Jahren den USA der finanzielle Kollaps drohen würde. Im selben Jahr unterstützte er das Gesetz zur Wiederbelebung des Luftverkehrs mit Kleinflugzeugen. Er ist dagegen, dass Lebensmittelhersteller Produkte, die genetisch veränderte Organismen enthalten, kennzeichnen müssen. 2015 brachte er einen Entwurf für ein Gesetz zur sicheren und genauen Etikettierung von Lebensmitteln ein, um so einzelne Bundesstaaten von der Verfügung einer Gentechnik-Etikettierungspflicht abzuhalten.
Pompeo ist Lebenszeit-Mitglied der Waffenlobby National Rifle Association (NRA) und wird von ihr unterstützt.

## Veröffentlichungen
- Mike Pompeo: Never Give an Inch. Broadside Books, 2023, ISBN 978-0-06-324744-4.